# David Mallet
David Mallet (?, 1705 - ?, 1765) va ser un poeta escocès. Va estudiar a la Universitat d'Edimburg i s'establí a Londres l'any 1723 on va començar a treballar en les seves primeres obres. Allà va establir amistat amb Alexander Pope, James Thomson i d'altres figures literàries. El 1724, va escriure la seva obra més reeixida, adaptació de la balada tradicional William and Margaret. L'any 1740, a petició del príncep de Gal·les del qual era secretari, va escriure l'obra Alfred juntament amb Thomson. També va escriure drames com Eurydice l'any 1731 i Mustapha el 1739.